# 中国厨师之乡
中国厨师之乡，是中国烹饪协会为打造和提升名师品牌效应、丰富烹饪文化内涵、繁荣餐饮市场、促进烹饪产业和地方经济的发展，而对中国名厨师相对集中地區的一项认定以及相应冠名。

## 认定条件
中国厨师之乡的认定条件包括：
- 烹饪文化历史悠久，具有独特的历史渊源和文化底蕴。
- 对中国知名厨师的形成和烹饪技艺发展做出过较大贡献。
- 有一批在全国或行业内知名度较高、各级烹饪（饮食、餐饮）协会认可、代表某一菜系和风味菜肴不同时期烹饪技艺水平的传人和一定数量的烹饪技能人才。
- 具有历史文献记载，历史考证成立。
- 政府重视烹饪技能人才的培养，餐饮市场比较发达。

## 冠名地区
获得冠名荣誉的地区：
- 安徽绩溪
- 河南长垣
- 广东顺德
- 陕西蓝田